# Hall of Fame Open 2024 - Doppio
Il doppio del torneo di tennis professionistico Hall of Fame Open 2024, facente parte della categoria ATP Tour 250 nell'ambito dell'ATP Tour 2024, si è giocato presso l'International Tennis Hall of Fame di Newport, negli Stati Uniti, dal 15 al 21 luglio 2024. Tra i partecipanti erano presenti Nathaniel Lammons e Jackson Withrow, i detentori del titolo, ma sono stati eliminati al primo turno da Anirudh Chandrasekar e da Arjun Kadhe.
In finale André Göransson e Sem Verbeek hanno sconfitto Robert Cash e James Tracy con il punteggio di 6-3, 6-4.

## Teste di serie
1. Nathaniel Lammons /  Jackson Withrow (primo turno)
2. Julian Cash /  Robert Galloway (quarti di finale)
3. Diego Hidalgo /  John-Patrick Smith (primo turno)
4. William Blumberg /  Rinky Hijikata (primo turno)

1. Evan King /  Reese Stalder (quarti di finale)
2. André Göransson /  Sem Verbeek (campioni)
3. Ryan Seggerman /  Patrik Trhac (primo turno)
4. Rithvik Choudary Bollipalli /  Niki Kaliyanda Poonacha (primo turno)

## Wildcard
1. Robert Cash /  James Tracy (finale)

1. Joshua Paris /  Ramkumar Ramanathan (primo turno)

## Tabellone

### Legenda
| - Q = Qualificato - WC = Wild card - LL = Lucky loser | - ALT = Alternate - SE = Special Exempt - PR = Protected Ranking | - w/o = Walkover - r = Ritirato - d = Squalificato |

|  | Primo turno | Primo turno                        | Primo turno                        | Primo turno | Primo turno |  |  | Quarti di finale | Quarti di finale       | Quarti di finale       | Quarti di finale  | Quarti di finale  |    |   | Semifinali | Semifinali              | Semifinali              | Semifinali                  | Semifinali                  |   |   | Finale | Finale | Finale | Finale | Finale |  |
|  |             |                                    |                                    |             |             |  |  |                  |                        |                        |                   |                   |    |   |            |                         |                         |                             |                             |   |   |        |        |        |        |        |  |
|  | 1           | N Lammons J Withrow                | 3                                  | 6           | [7]         |  |  |                  |                        |                        |                   |                   |    |   |            |                         |                         |                             |                             |   |   |        |        |        |        |        |  |
|  |             | A Chandrasekar A Kadhe             | 6                                  | 3           | [10]        |  |  |                  | A Chandrasekar A Kadhe | 6                      | 1                 | [10]              |    |   |            |                         |                         |                             |                             |   |   |        |        |        |        |        |  |
|  |             | C Harrison V Kirkov                | C Harrison V Kirkov                | 7           | 6           |  |  |                  | C Harrison V Kirkov    | 4                      | 6                 | [7]               |    |   |            |                         |                         |                             |                             |   |   |        |        |        |        |        |  |
|  | 7           | R Seggerman P Trhac                | R Seggerman P Trhac                | 5           | 4           |  |  |                  |                        |                        |                   |                   |    |   |            | A Chandrasekar A Kadhe  | A Chandrasekar A Kadhe  | 4                           | 3                           |   |   |        |        |        |        |        |  |
|  | 3           | D Hidalgo J-P Smith                | D Hidalgo J-P Smith                | 2           | 5           |  |  |                  |                        | WC                     | R Cash J Tracy    | R Cash J Tracy    | 6  | 6 |            |                         |                         |                             |                             |   |   |        |        |        |        |        |  |
|  | WC          | R Cash J Tracy                     | R Cash J Tracy                     | 6           | 7           |  |  | WC               | R Cash J Tracy         | R Cash J Tracy         | 7                 | 7                 |    |   |            |                         |                         |                             |                             |   |   |        |        |        |        |        |  |
|  |             | C Lestienne Z Svajda               | C Lestienne Z Svajda               | 4           | 3           |  |  | 5                | E King R Stalder       | E King R Stalder       | 6                 | 5                 |    |   |            |                         |                         |                             |                             |   |   |        |        |        |        |        |  |
|  | 5           | E King R Stalder                   | E King R Stalder                   | 6           | 6           |  |  |                  |                        |                        |                   |                   |    |   | WC         | Robert Cash James Tracy | Robert Cash James Tracy | 3                           | 4                           |   |   |        |        |        |        |        |  |
|  | 6           | A Göransson S Verbeek              | 6                                  | 4           | [10]        |  |  |                  |                        |                        |                   |                   |    |   |            |                         | 6                       | André Göransson Sem Verbeek | André Göransson Sem Verbeek | 6 | 6 |        |        |        |        |        |  |
|  | WC          | J Paris R Ramanathan               | 3                                  | 6           | [8]         |  |  | 6                | A Göransson S Verbeek  | A Göransson S Verbeek  | 7                 | 6                 |    |   |            |                         |                         |                             |                             |   |   |        |        |        |        |        |  |
|  |             | M McDonald A Michelsen             | 6                                  | 4           | [10]        |  |  |                  | M McDonald A Michelsen | M McDonald A Michelsen | 5                 | 4                 |    |   |            |                         |                         |                             |                             |   |   |        |        |        |        |        |  |
|  | 4           | W Blumberg R Hijikata              | 4                                  | 6           | [3]         |  |  |                  |                        |                        |                   |                   |    |   | 6          | A Göransson S Verbeek   | A Göransson S Verbeek   | 7                           | 6                           |   |   |        |        |        |        |        |  |
|  | 8           | RC Bollipalli N Kaliyanda Poonacha | RC Bollipalli N Kaliyanda Poonacha | 1           | 4           |  |  |                  |                        |                        | L Saville A Vukic | L Saville A Vukic | 63 | 3 |            |                         |                         |                             |                             |   |   |        |        |        |        |        |  |
|  |             | L Saville A Vukic                  | L Saville A Vukic                  | 6           | 6           |  |  |                  | L Saville A Vukic      | 6                      | 63                | [13]              |    |   |            |                         |                         |                             |                             |   |   |        |        |        |        |        |  |
|  |             | A Mannarino H Mayot                | A Mannarino H Mayot                | 3           | 4           |  |  | 2                | J Cash R Galloway      | 4                      | 7                 | [11]              |    |   |            |                         |                         |                             |                             |   |   |        |        |        |        |        |  |
|  | 2           | J Cash R Galloway                  | J Cash R Galloway                  | 6           | 6           |  |  |                  |                        |                        |                   |                   |    |   |            |                         |                         |                             |                             |   |   |        |        |        |        |        |  |